# Ana Karenjina (1911.)
Ana Karenjina (Anna Karenina), ruski nijemi kratki film iz 1911. godine.

## Sažetak
Priča o nesretnoj ljubavi. Adaptirani roman Lava Nikolajeviča Tolstoja Ana Karenjina. 1870-ih godina Ana 
je udana za Aleksandra Karenjina i imaju dvoje djece. Upoznavši mladog časnika konjaništva grofa Vronskog, događa se ljubav kojoj se u početku opirala. Prepustivši se osjećajima, suočava se s posljedicama preljuba. Vronski želi da Ana napusti supruga. Uskoro Vronski ide u rat, a Ana na kraju siđe s uma i baci se pod vlak.